# Capo (grado militare)
Capo è un grado militare nelle forze armate di molti paesi, nella maggior parte dei casi omologo al caporale.
In Italia è un grado di sottufficiale in uso nella Marina Militare.
Nelle forze armate nelle forze armate di molti paesi di lingua castigliana con la denominazione di cabo è l'equivalente per l'esercito italiano di caporale. In alcuni eserciti è considerato parte della truppa o dei graduati di truppa, mentre in altri è il grado più basso tra i sottufficiali. Nella fanteria dell'Esercito spagnolo un cabo è un capo squadra.

## Italia
Nella Marina Militare il grado fa parte della categoria dei sottufficiali del ruolo sergenti e del ruolo marescialli.
Appartengno al ruolo sergenti il secondo capo, il secondo capo scelto e il secondo capo aiutante, mentre appartendono al ruolo marescialli il capo di terza classe, il capo di seconda classe e il capo di prima classe.

## Argentina
Tutte e tre le forze armate argentine fanno uso del grado di caporale, o cabo. I caporali sono considerati suboficiales subalternos, (italiano: sottufficiali subalterni), paragonabili ad un ruolo intermedio tra i graduati di truppa e il ruolo sergenti delle forze armate italiane, superiori al grado di voluntario primero, voluntario segundo e voluntario segundo en comisión, per esercito ed aeronautica militare, e superiori di marinero primero e marinero segundo, per la marina.
Nell'Esercito argentino, vi sono due gradi che derivano dal caporale: cabo (caporale) e cabo primero (letteralmente "primo caporale" o "caporale di prima classe", equivalente a primo caporal maggiore.
Diversamente nella Marina argentina, vi sono tre gradi che derivano dal caporale: cabo segundo (caporale di seconda classe o caporal maggiore), cabo primero (caporale di prima classe) e cabo principal (caporal maggiore scelto), equivalente al grado di Sargento (sergente) dell'esercito e sono paragonabili al ruolo sergenti della Marina Militare Italiana
Nella Fuerza Aérea Argentina, vi sono altrettanti gradi che derivano dal caporale: cabo (caporale), cabo primero (primo caporal maggiore) e cabo principal (caporale capo), equivalente al grado di Sargento (sergente) dell'esercito.
Il grado di cabo è usato anche nella Gendarmería Nacional Argentina, nella Policía Federal Argentina e nella Prefectura Naval Argentina con la stessa qualifica dell'esercito.
| Ejército                 | Armada                   | Fuerza Aérea             | Equivalente NATO         |
| Suboficiales subalternos | Suboficiales subalternos | Suboficiales subalternos | Suboficiales subalternos |
| ------------------------ | ------------------------ | ------------------------ | ------------------------ |
| Sargento (SG)            | Cabo principal (CP)      | Cabo principal (CP)      | OR-5                     |
| Cabo primero (CI)        | Cabo primero (CI)        | Cabo primero (CI)        | OR-4                     |
| Cabo (CB)                | Cabo segundo (CS)        | Cabo (CB)                | OR-3                     |

## Spagna
Nelle forze armate spagnole, Ejército de Tierra, Armada Española ed Ejército del Aire, il grado di cabo è il più alto grado della truppa, superiore a quello di soldado de primera (soldato di prima classe) e marinero de primera (marinaio di prima classe) ed inferiore a quello di cabo primero (primo caporale), che è il grado più basso dei sottufficiali, inferiore a sua volta a quello di cabo mayor (caporalmaggiore). Il grado di cabo, secondo l'equivalenza NATO STANAG 2116, è OR-3, mentre cabo primero è un OR-4 e cabo mayor un OR-5; nelle forze armate italiane cabo ha come corrispondente il caporale dell'Esercito Italiano, l'appuntato dell'Arma dei Carabinieri, l'aviere capo dell'Aeronautica Militare e il sottocapo della Marina Militare, Cabo primero ha come corrispondente il primo caporal maggiore dell'Esercito Italiano, l'appuntato scelto dell'Arma dei Carabinieri, il primo aviere capo dell'Aeronautica Militare e il sottocapo di prima classe della Marina Militare, mentre Cabo mayor ha come corrispondente il caporal maggiore capo scelto dell'Esercito Italiano, l'appuntato scelto qualifica speciale dell'Arma dei Carabinieri, il primo aviere capo scelto dell'Aeronautica Militare e il sottocapo di prima classe scelto della Marina Militare.